# Leonard Susskind
Leonard Susskind (n. 20 mai 1940, New York City, New York, SUA) este un fizician american, specialist in teoria stringurilor, profesor la Universitatea Stanford, director fondator al Institutului de fizică teoretică la această Universitate, Membru al Academiei Naționale de Științe din SUA, membru al Academiei de științe și Arte din SUA, conducător asociat la Perimeter Institute de fizică teoretică din Canada, profesor distins la Institutul de studii avansate din Coreea.

## Opera
Leonard Susskind este cunoscut că unul dintre fondatorii teoriei stringurilor, autor prolific in majoritatea domeniilor de actualitate din fizica modernă, cum ar fi cosmologia cuantică, mecanica statistica cuantică, teoria cuantică a campurilor. Este cunoscut și pentru controversa cu Stephen Hawking in problema informației în procesul de evaporare a găurilor negre. Leonard Susskind afirma, că are afinități cu Richard Feynman in stilul de a prezenta fizica. A publicat următoarele cărți: 
- In limba romana este cunoscuta cartea: Peisajul cosmic. Teoria corzilor și iluzia unui plan inteligent. Ed. Humanitas, 2012
- ( In colaborare cu Art Friedman) Special Relativity and Classical field Theory, Basic Books, N.Y., 2017
- ( In colab.cu James Lindsay) Introduction to Black holes, strings and information theory, World scientific, 2005
- (in colab cu Andree Cabannes). General Relativity: theoretical minimum, N.Y., Basic books, 2023
- (In colab. cu Art Friedman). Quantum mechanics: theoretical minimum, N.Y. Basic books, 2014
- (In colab. cu George Hrabovsky). Theoretical minimum: What You need to know to begin making physics, N.Y., Basic books, 2003